# Pepin de Herstal
Pepin de Herstal (c. 635 – 16 decembrie 714) a fost un om politic și militar franc, care a condus de fapt Francia ca Majordom al Palatului din 680 și până la moartea sa. A primit titlul de Duce și prinț al francilor după ce a cucerit toatele domeniile france.
Fiul unui puternic om de stat franc, Ansegisel, Pepin a muncit pentru a-și stabili familia sa, Pippinizii. A fost capabil să-și realizeze visele sale de a deveni Majordom al Palatului din Austrasia în 680. Pepin, ulterior, s-a angajat în mai multe războaie pentru a-și extinde puterea. A unit toate regatele france, cucerind Neustria și Burgundia în 687. În conflicte externe, Pepin a crescut puterea francilor prin subjugarea alemanilor și saxonilor. A început, de asemenea, procesul de creștinare a Germaniei.
Domnia lui Pepin a fost notabilă pentru diminuarea în continuare a autorității regale merovingiane. Prin urmare, Pepin a fost capabil de a-și numi în calitate de moștenitor, nepotul său, Theudoald. Dar, acest lucru nu a fost acceptat de către fiul său bastard, Charles Martel, ceea ce a dus la un război civil după moartea sa, în care acesta din urmă a ieșit victorios.

## Familia
Pepin, numit uneori Pepin al II-lea și Pepin cel Mijlociu, a fost nepotul lui Pepin I cel Bătrân prin căsătoria fiicei lui Pepin I, Begga, cu Ansegisel, fiul lui Arnulf de Metz. A fost, de asemenea, bunicul lui Pepin cel Scurt și stră-străbunicul lui Carol cel Mare. Prin căsătorie a unit cele două case ale Pippinizilor și Arnulfingilor care au creat ceea ce ar putea fi numită dinastia carolingiană. Pepin al II-lea a fost, probabil, născut în Herstal (Héristal), Belgia modernă, de unde poreclă sa ("de Herstal").

## Ascensiunea
Ca majordom al Austrasiei, Pepin și Martin, ducele de Laon, au luptat împotriva majordomului neustrian Ebroin. Ebroin i-a învins pe austrasieni la Lucofao (Bois-du-Fay, in apropiere de Laon), și a fost aproape de a-i uni pe franci sub conducerea sa, cu toate acestea, el a fost asasinat în 681, victima unui atac combinat a numeroșilor săi dușmani. Pepin a încheiat imediat pace cu succesorul său, Waratton.
Cu toate acestea, succesorul lui Waratton, Berthar, și rege neustrian Theuderic al III-lea, care din 679 a fost regele nominal al tuturor francilor, începând război în Austrasia. Regele și majordomul să au fost decisiv înfrânți în bătălia de la Tertry (Textrice) în Vermandois în 687. Berthar și Theuderic s-au retras la Paris, iar Pepin i-a urmărit ca în cele din urmă să-i forțeze să încheie un tratat de pace. Pepin a fost numit majordom în toate cele trei regate france (Austrasia, Neustria și Burgundia), autointitulându-se Ducele și Prințul francilor (Dux et princeps Francorum). În certurile care au urmat, Berthar și-a ucis soacra Ansfled. Soția sa, Anstrude, s-a căsătorit cu fiul cel mare al lui Pepin, Drogo, duce de Champagne.

## Duce și prinț al francilor
În următorii câțiva ani, Pepin i-a supus pe alemani și saxoni, aducându-i în sfera de influență francă. El a început, de asemenea, creștinarea Germaniei. În 695, l-a numit pe Drogo Majordom al Burgundiei, iar pe celălalt fiu al său, Grimoald, în Neustria.
În jurul anului 670, Pepin s-a căsătorit cu Plectrude, care a moștenit proprietăți substanțiale în regiunea Moselle. A fost mama lui, Drogo de Champagne și al Grimoald al II-lea, însă ambii au murit înaintea tatălui lor. Cu toate acestea, Pepin a avut, de asemenea, o amantă, Alpaida (sau Chalpaida), care i-au mai născut doi fii: Charles și Childebrand.

## Moartea și succesiunea
Chiar înainte de moartea lui Pepin, Plectrude l-a convins să-și dezmoștenească fiii săi nelegitimi în favoarea nepotului său, Theudoald, fiul lui Grimoald, care era încă tânăr. Pepin a murit brusc pe 16 decembrie 714, la Jupille (în Belgia modernă). Nepoții săi legitimi s-au declarat a fi urmași adevărați ai lui Pepin și, cu ajutorul Plectrudei, au încercat să mențină funcția de majordom al palatului, după moartea lui Pepin. Cu toate acestea, Charles a câștigat favoarea printre austrasieni, în primul rând pentru priceperea sa militară. În ciuda eforturilor Plectrudei de a-și reduce la tăcere rivalul său prin închisoare, el a devenit majordomul unic al palat și de facto al Franciei, după un război civil care a durat mai mult de trei ani de la moartea lui Pepin.